# San Jerónimo (departement)
San Jerónimo is een departement in de Argentijnse provincie Santa Fé. Het departement (Spaans:  departamento) heeft een oppervlakte van 4.282 km² en telt 77.253 inwoners.

## Plaatsen in departement San Jerónimo
- Arocena
- Barrancas
- Bernardo de Irigoyen
- Campo Piaggio
- Casalegno
- Centeno
- Coronda
- Desvío Arijón
- Díaz
- Gaboto (Puerto Gaboto)
- Gálvez
- Gessler
- Larrechea
- Loma Alta
- López
- Maciel
- Monje
- Pueblo Irigoyen
- San Eugenio
- San Fabián
- San Genaro
- San Genaro Norte